# Schüco Open
Het Schüco Open is een bijzonder golftoernooi waaraan tegenwoordig alleen professionals aan meedoen.
De eerste editie van dit invitatietoernooi was in 2009. Organisator van het toernooi is Schüco, een Duits bedrijf dat kozijnen maakt en sinds 2008 een groot aantal golfprofessionals sponsort, onder meer Dustin Johnson, Martin Kaymer,  Ian Poulter en Bubba Watson. Door deze spelers wordt een demonstratiewedstrijd gespeeld. Er worden ook enkele gastspelers uitgenodigd. 
2009 - Miguel Ángel JiménezDe eerste editie werd gehouden op 21 september op de Bielefeld Golf Club. Er deden ook 80 amateurs mee, deels clubleden en deels spelers die zich in een voorrande hadden gekwalificeerd. Het was tegelijkertijd de opening van de vernieuwde golfbaan, die van 13 naar 18 holes was uitgebreid.
2010 - Colin MontgomerieEr waren 7000 toeschouwers. In november werd in de Verenigde Staten het eerste Schüco Open USA gespeeld.
2011 - Ian PoulterHet toernooi was van 30-31 juli op de Hubbelrath Golf Club. In 2011 werd er een tweedaags toernooi van gemaakt door op de zaterdag een matchplay toernooi te spelen. De spelers werden hiervoor in twee teams verdeeld, Team Blue en Team Green. Zondag was het strokeplay toernooi. Gastspelers waren Sean Einhaus, Torsten Giedeon, Max Kieffer, Nicolas Meitinger, Bernd Ritthammer, Max Rottluff en Daniel Wünsche.
2012 - Henrik StensonHet toernooi werd op 28 en 29 juli gehouden op Gut Kaden bij Hamburg. Gastspelers waren onder meer Maarten Lafeber en Robert-Jan Derksen. Lafeber eindigde op de 3de plaats achter Henrik Stenson en  Alvaro Quiros. Er kwamen 25.000 toeschouwers (10.000 op zaterdag, 15.000 op zondag).